# Чарльз Штернберг
Чарльз Хазеліус Штернберг (англ. Charles Hazelius Sternberg; 15 червня 1850 — 20 липня 1943) — американський «мисливець» за скам'янілостями та палеонтолог.

## Біографія
Старший брат Штернберга, доктор Георг М. Штернберг (1838—1915) був військовим хірургом у форті Харкер в штаті Канзас, куди і забрав із собою сім'ю Чарльза жити на своєму ранчо в 1868 році. Саме тоді Чарльз почав цікавитись колекціонуванням скам'янілих листків, які знаходив в пісковиках «the Dakota Sandstone Formation». У 1870 році він навчався під наглядом палеонтолога Бенджаміна Франкліна Маджа (Benjamin Franklin Mudge) але скоро покинув навчання, аби більше часу проводити в «полі».
Під час Кісткових Війн або «Великої битви за динозаврів» (період інтенсивної спекуляції скам'янілостями і палеонтологічними відкриттями під час позолоченого віку в американській історії) Чарльз Штернберг шукав скам'янілості для Едварда Копа. Чарльз написав дві книги: «Життя мисливця за скам'янілостями» 1909 р. (The Life of a Fossil Hunter), «Полювання за динозаврами в безплідних землях Червоної Ріки, Альберта, Канада» 1917 р. (Hunting Dinosaurs in the Badlands of the Red Deer River, Alberta, Canada)
Чарльз одружився з Анною Рейнолдс 7 липня 1890. Один їх син помер через рік після народження і їхня єдина дочка померла в 20 років у 1911. Інші три сина виросли і теж побудували кар'єру в області палеонтології — George F. Sternberg (1883—1969), Charles Mortram Sternberg (1885—1981) та Levi Sternberg (1894—1976){{}}. Вони стали відомі завдяки своїм здібностям в колекціонуванні. Також вони зробили багато відкритів, включаючи відому «мумію траходона» (справжня окам'янівша мумія качкоподібного ящера — траходона, яка зараз знаходиться в музеї Нью-Йорку, та багато інших, чудово збережених скелетів динозаврів. Також, його син Джордж відомий за знаходження знаменитої «риби у рибі» (скелет ксіфактина довжиною більш ніж 4 метри, в середині якого знаходиться скелет іншого іхтіодектида Gillicus arcuatus) Експонат і зараз знаходиться в музеї палеонтології імені Штернберга в Канзасі.
|  | Моє власне тіло розсиплеться на порох, моя душа повернеться до Бога, що дав її, але роботи Його рук, тих тварин, інших днів, дасть радість і задоволення ще не народженим поколінням |

 Чарльз Штернберг
«… В історії палеонтології назавжди залишиться ім'я Ч. Штернберга. З карабіном в одній руці і геологічним молотком у іншій в старому скрипучому фургоні пробирався він невідомими дорогами дикого Заходу Америки як раз у ті часи, про які ми зачитуємось у романах Фенімора Купера. Штернберг не обмінював у індіанців віскі на дорогі шкурки і не ставив пасток на бобрів. Він збирав залишки викопних тварин — древніх чотириногих сеймурій і капторинів, гігантських водяних мазозаврів. Він обережно очищував їх від ґрунту і відсилав відомому вченому Е. Д. Копу. І по сьогоднішній день у музеях світу зберігаються прекрасні експонати з пожовтівшими етикетками: „Колекція Е. Копа Збори Ч. Штернберга, 1892 р.“ Штенберг написав книгу „Життя мисливця за скам'янілостями“ — першу книгу про палеонтологічні експедиції…» М. Ф. Івахненко

## Музей імені Штернберга
Колекції викопних рештків Чарльза Штернберга, включаючи динозаврів із Заходу США і Канади, знаходяться в музеях всього світу. Багато з експонатів відкритих синами Чарльзом та Джорджом Штернбергами виставлені у музеї ім. Чарьза Штернберга в Канзас. (the Sternberg Museum of Natural History in Hays, Kansas.)

## В сучасній культурі
У 1994 році вийшов роман «Кінець Ери» канадського письменника-фантаста Роберта Джеймса Сойєра. У цьому романі корабель, на якому головні герої відправились у минуле був названий на честь Чарльза Штернберга.
У 2007 році була надрукована книга «The Bone Sharps» написана Тімом Боулінгом (Tim Bowling) Події розгортаються під час розкопок Чарльза Штернберга у 1876 та 1916 роках. В романі також згадуються і інші відомі палеонтологи того часу.